# 현금 자동 입출금기

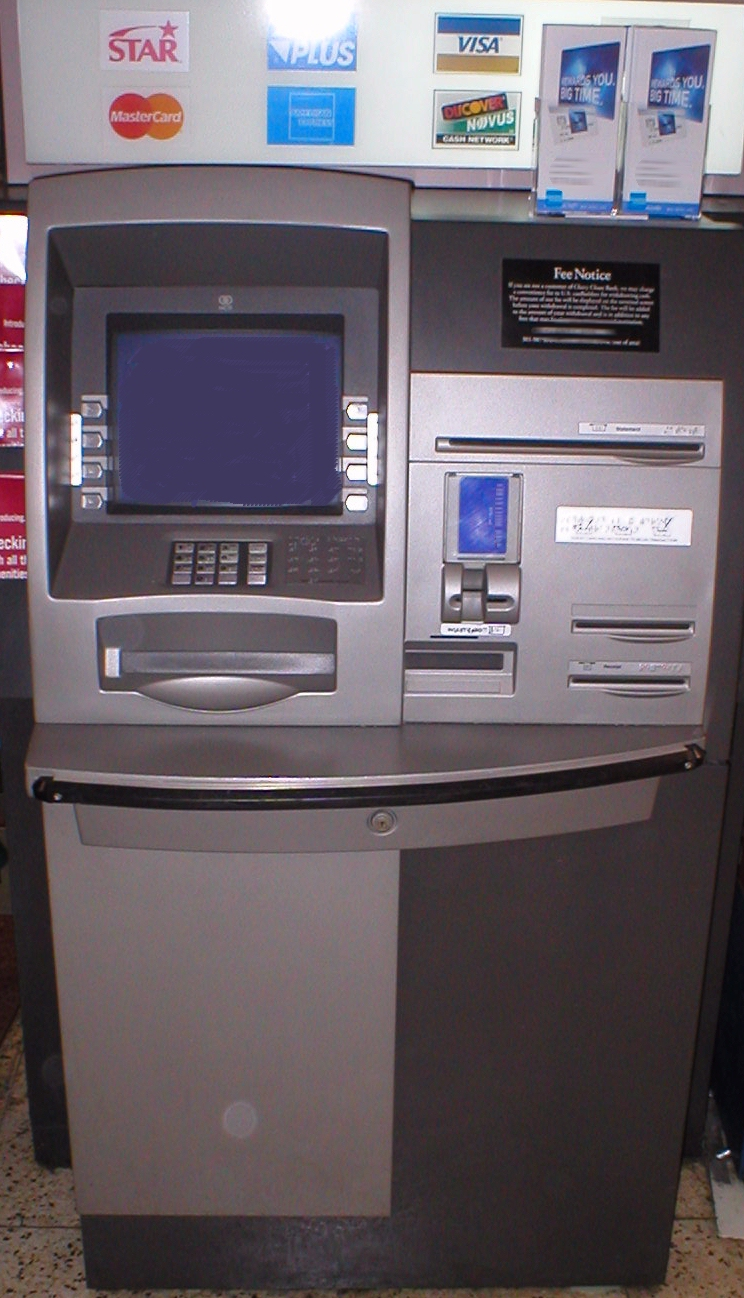
NCR 코퍼레이션 페르소나 75 시리즈 인테리어, 미국의 다기능 ATM

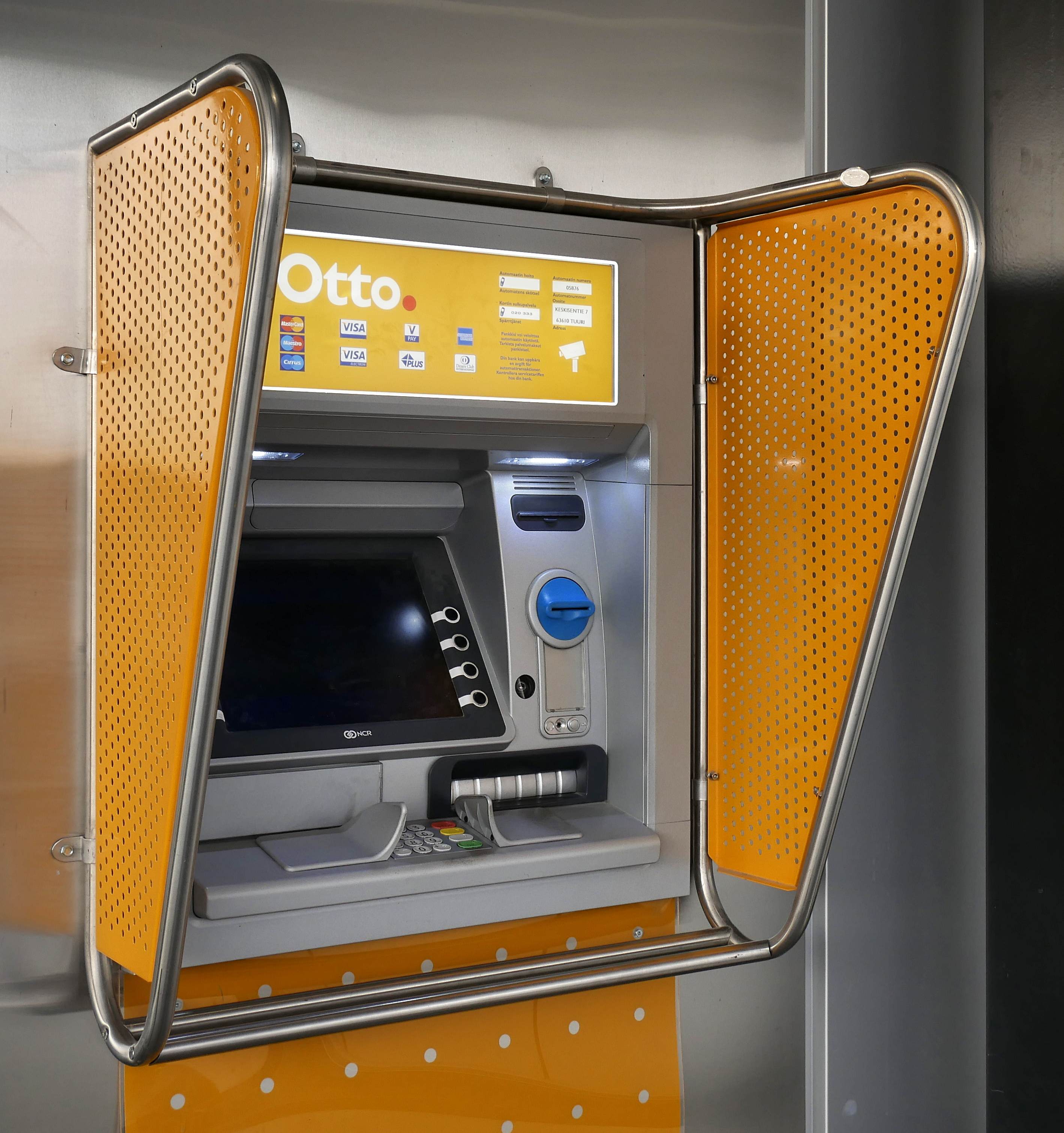
핀란드 오토의 NCR 셀프서비스 6632핀란드의 ATM 네트워크 사업자

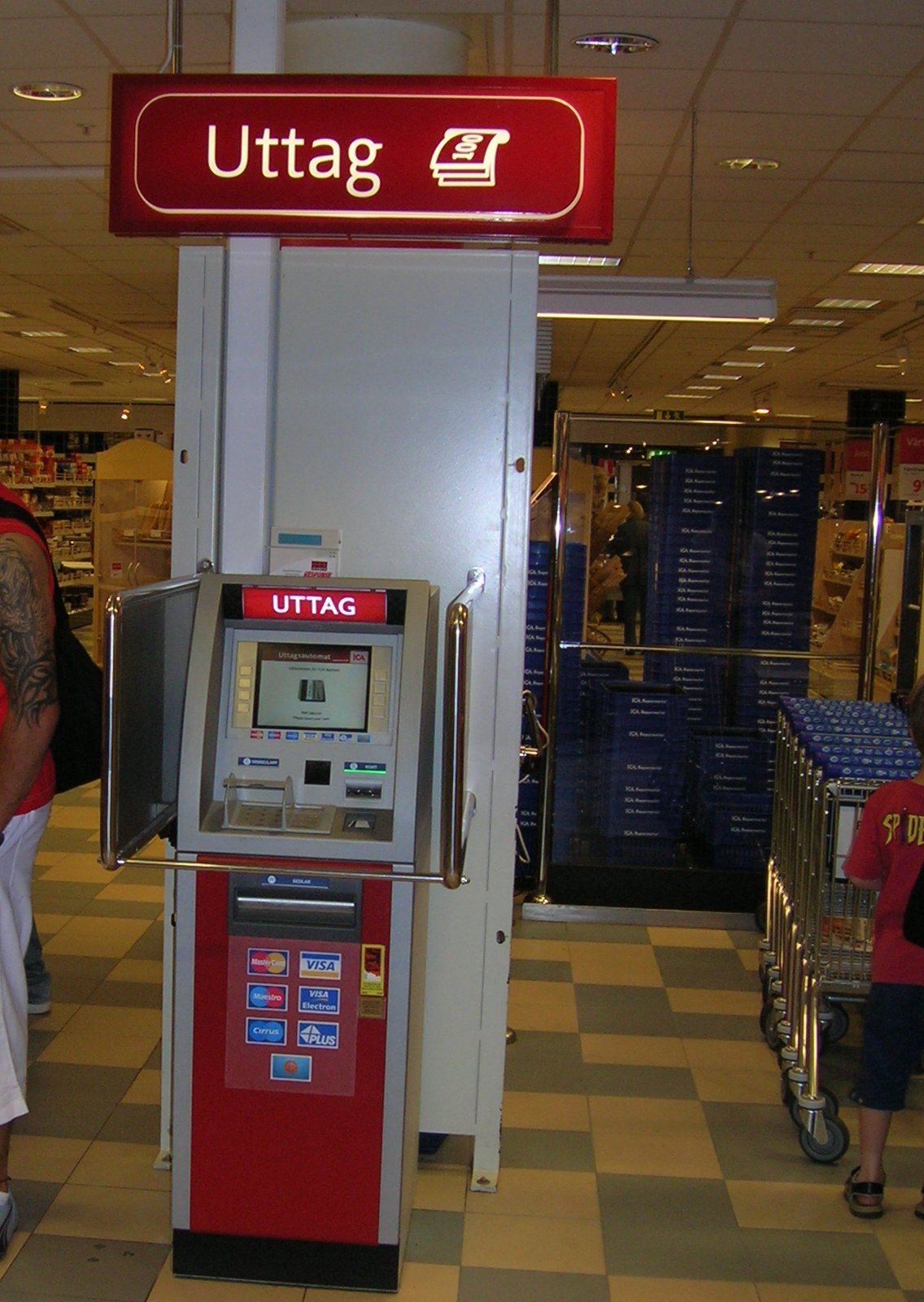
소규모 실내 ATM은 편의점과 스웨덴의 Wincor Nixdorf 단일 기능 ICA ATM과 같은 다른 바쁜 지역에 돈을 지불한다.

현금 자동 입출금기(現金自動入出金機, 문화어: 현금자동저축지불기계) 또는 ATM(영어: automated teller machine)은 현금 인출, 예금, 자금 이체, 기장 또는 계좌 정보 조회와 같은 금융 거래를 금융 기관 고객이 언제든지, 은행 직원을 통하지 않고 직접 수행할 수 있게 해주는 전자통신기기(Electronic Telecommunications Device)이다. 영국식 영어로는 cash machine이라고 한다. 현금 자동 입출금기는 마그네틱 띠가 있는 현금인출카드·직불카드·신용카드나 통장, 또는 IC칩을 탑재한 스마트카드 등을 통해 이용할 수 있다.
현금 자동 입출금기를 이용하면 계좌에 돈을 입금하거나 계좌에서 돈을 인출할 수 있고, 은행내·은행간 계좌 이체를 할 수 있으며, 어떤 기기에서는 대출금을 상환하거나 보험금을 납부할 수도 있다. 현금 자동 입금·지급기, 현금 인출기(cash dispenser), 자동화기기(自動化機器) 등으로도 부른다.

## 역사
현금 자동 입출금기는 스코틀랜드 사람 존 셰퍼드-배런이 처음 고안했다. 세계 최초의 현금 자동 입출기는 1967년에 영국 바클레이 은행의 한 지점에 처음으로 설치되었다. 그 이전인 1939년에 뉴욕의 시티 뱅크 오브 뉴욕(City Bank of New York)의 한 지점에 루터 조지 심지안이 만든 기계식 현금 자동 출금기가 설치된 적이 있었으나 이용률이 저조하여 철거되었다고 한다.
대한민국에는 1979년 11월, 조흥은행 명동지점에 처음으로 설치되었다.

## 설치
현금 자동 입출금기는 은행 지점이나 사람들이 많이 오가는 전철역, 터미널, 쇼핑 센터 등에 주로 설치된다. 또 편의점에도 설치된다. 대부분 아침 일찍부터 저녁 늦게까지 열려 있으며, 24시간 운영되는 기기도 있다.

## 은행 네트워크
은행간 네트워크에 접속되어 있는 기기로는 다른 은행과의 거래도 할 수 있다. 대한민국에서는 금융결제원의 통합 전산망에 연결되어 있으면 다른 은행과 거래할 수 있다. 또한 PLUS나 Cirrus와 같은 국제 전산망에 접속된 기기로는 해외의 계좌에 접근해서 해당 국가의 화폐로 현금을 출금할 수도 있다.
현금 자동 입출금기는 대부분 모뎀 혹은 인터넷을 통해 해당 은행의 전산망에 직접 연결되어 있다. 개별 기기와 은행의 중앙 컴퓨터는 IBM 시스템 네트워크 아키텍처나 TCP/IP 등의 통신 프로토콜로 통신한다. 현금 입출금기의 통신은 보안 유지가 특히 중요하므로 SSL 등을 이용하여 암호화하여 통신한다.

## 구조
현금 자동 입출금기의 내부에는 다음과 같은 장비들이 들어있다.
- 중앙처리장치
- 마그네틱 띠 혹은 스마트카드, RFID/NFC 리더
- 숫자 판 (터치 스크린으로 대체하기도 함)
- 암호화 칩
- 화면
- 기능키 (터치 스크린으로 대체하기도 함)
- 프린터 (이용 명세서를 인쇄함)
- 금고 (현금 입출부 등 접근을 제한할 필요가 있는 부분)
- 터치 스크린 (숫자 판이나 기능키를 대체)

이 밖에도, 휴대전화 적외선 포트나 RF패드 등이 설치되는 경우도 있고, 지문 인식판 등이 설치되는 경우도 있다.
최근에는 컴퓨터 부품의 가격이 저렴해지면서, 개인용 컴퓨터에 사용하는 부품으로 현금 자동 입출기의 제어부분이 구성되기도 한다.

### 운영 체제
개인용 컴퓨터의 부품으로 현금 자동 입출금기를 만들고 난 이후부터 개인용 컴퓨터에 쓰이는 윈도우 7, 윈도우 XP 등의 윈도우 운영 체제가 자주 사용된다. OS/2나 리눅스가 사용되는 경우도 있으며, 구형 모델은 도스나 윈도우 3.0을 탑재한 것도 있다.

## 기능
현금 자동 입출금기의 본래 용도는 현금 및 수표의 입금·출금이지만, 최근에는 다음과 같이 다양한 기능을 수행하기도 한다.
- 기차표, 버스표, 영화표 예매
- 교통 카드 충전
- 대출금 상환
- 동전 교환
- 지폐 교환
- 각종 공과금 납부
- 보험금 납입
- 통장정리
- 사고신고
- 전자 통장의 거래 내역 출력

## 같이 보기
- 금전등록기
- 키 관리
- 셀프서비스
- 검사와 타당성 검증
- 비트코인 ATM